# فروحه
فروحه (به عربی: فروحة) یک شهرداری در الجزایر است که در استان معسکر واقع شده است. فروحه ۱۱٬۹۶۹ نفر جمعیت دارد.